# كأس إيطاليا 1938–39
كأس إيطاليا 1938–39 (بالإيطالية: Coppa Italia 1938-1939)‏ هو الموسم 6 من كأس إيطاليا. أقيم خلال الفترة 4 سبتمبر 1938 وحتى 18 مايو 1939، وأشرف على تنظيمه Lega Nazionale Professionisti ‏، وكان عدد الأندية المشاركة فيه 142، وفاز فيه نادي إنتر ميلانو.